# William Gibson (dramatiker)
William Gibson, född 13 november 1914, död 25 november 2008, var en amerikansk dramatiker och romanförfattare.
William Gibsons mest kända pjäs är The Miracle Worker, som hade premiär vid Playhouse Theatre på Broadway den 19 oktober 1959. Den är baserad på Helen Kellers självbiografi från 1903. Gibson adapterade den även till film som resulterade i filmen Miraklet (1962) och blev Oscar-nominerad för adapteringen.